# NGC 266
NGC 266 (ook wel PGC 2901, UGC 508, MCG 5-3-9, ZWG 501.22 of IRAS00471+3200) is een balkspiraalstelsel in het sterrenbeeld Andromeda. NGC 266 staat op ongeveer 191 miljoen lichtjaar van de Aarde.
NGC 266 werd op 12 september 1784 ontdekt door de Duits-Britse astronoom William Herschel.